# Mine Uzelginskaya
 (août 2023).
Améliorez-le ou discutez des points à vérifier. 
La mine Uzelginskaya est une grande mine de cuivre située dans le sud-ouest de la Russie en République de Bachkortostan. Uzelginskaya représente l'une des plus grandes réserves de cuivre en Russie et dans le monde avec des réserves estimées à 133 kilotonnes de minerai titrant 1,27 % de cuivre. 